# Yelizaveta Klevanovich
Yelizaveta Nikolayevna Klevanovich –en ruso, Елизавета Николаевна Клеванович– (22 de marzo de 2001) es una deportista de Rusia que compite en natación. Ganó cuatro medallas en los Juegos Olímpicos de la Juventud de 2018, oro en 4 × 100 m libre y 4 × 100 m libre mixto, plata en 4 × 100 m estilos mixto y bronce en 4 × 100 m estilos.